# Zoggium
Zoggium — рід грибів родини Mytilinidiaceae. Назва вперше опублікована 2001 року.

## Класифікація
До роду Zoggium відносять 1 вид:
- Zoggium mayorii